# Hilbert-Funktion
In der algebraischen Geometrie gibt die Hilbert-Funktion  Informationen über die Anzahl der Hyperflächen zu einem gegebenen Grad. Für hinreichend große Argumente stimmt sie mit einem als Hilbert-Polynom bezeichneten Polynom überein.

## Hilbert-Funktion
Sei {\displaystyle X\subset P^{n}} eine projektive Varietät mit Verschwindungsideal
{\displaystyle I(X)\subset K\left[Z_{0},\ldots ,Z_{n}\right]}.
Für {\displaystyle d\geq 1} sei 
{\displaystyle I(X)_{d}=I(X)\cap K\left[Z_{0},\ldots ,Z_{n}\right]_{d}}
der homogene Anteil vom Grad {\displaystyle d}.
Der Koordinatenring {\displaystyle S(X)} ist dann ein graduierter Ring
{\displaystyle S(X)=\bigoplus _{d\geq 0}S(X)_{d}}
mit {\displaystyle S(X)_{d}=K\left[Z_{0},\ldots ,Z_{n}\right]_{d}/I(X)_{d}}.
Die Dimension von {\displaystyle I(X)_{d}} gibt die Anzahl der unabhängigen, {\displaystyle X} enthaltenden Hyperflächen vom Grad {\displaystyle d}. Die Hilbert-Funktion {\displaystyle h_{X}} ist definiert durch 
{\displaystyle h_{X}(d)=\dim S(X)_{d}},
sie gibt also die Kodimension von {\displaystyle I(X)_{d}}.

## Beispiele
- Sei {\displaystyle X=\left\{\left[1\colon 0\colon 0\right],\left[0\colon 1\colon 0\right],\left[0\colon 0\colon 1\right]\right\}\subset P^{2}}. Dann ist {\displaystyle h_{X}(d)=3} für alle {\displaystyle d\geq 1}.
- Sei {\displaystyle X=\left\{\left[1\colon 0\colon 0\right],\left[0\colon 1\colon 0\right],\left[1\colon 1\colon 0\right]\right\}\subset P^{2}}. Dann ist {\displaystyle h_{X}(1)=2} und {\displaystyle h_{X}(d)=3} für alle {\displaystyle d\geq 2}.
- Sei {\displaystyle X\subset P^{n}} eine aus {\displaystyle m} Punkten bestehende Menge. Dann ist {\displaystyle h_{X}(d)=m} für {\displaystyle d\geq m-1}.
- Sei {\displaystyle X\subset P^{2}} eine durch ein homogenes Polynom vom Grad {\displaystyle k} gegebene Kurve. Dann ist {\displaystyle h_{X}(d)=d\cdot k-{\frac {1}{2}}k(k-3)} für {\displaystyle d\geq k}.

## Hilbert-Polynom
Satz: Zu jeder projektiven Varietät {\displaystyle X\subset P^{n}} gibt es ein Polynom {\displaystyle H_{X}\in \mathbb {Q} \left[d\right]} vom Grad {\displaystyle \dim(X)}, so dass
{\displaystyle H_{X}(d)=h_{X}(d)}
für alle hinreichend großen {\displaystyle d\in \mathbb {Z} } gilt.
Das Polynom {\displaystyle H_{X}} heißt das Hilbert-Polynom der Varietät {\displaystyle X}.